# Roman Gaume
Pour les articles homonymes, voir Gaume (homonymie).
Roman Gaume est un chanteur français, également auteur-compositeur et guitariste.

## Biographie
Roman Gaume se passionne très tôt pour la musique et décide d'arrêter sa scolarité en classe de première afin de se consacrer à l'apprentissage de la guitare. Il s'installe à Nantes et fait ses premières scènes grâce au bassiste du groupe Elmer Food Beat, un ami. Il crée le groupe rock Roman Electric Band avec Vincent Duval, Romain Viallon et James Wood dans lequel il écrit les musiques et les textes en anglais.
En 2011, il sort son premier album Elliot Candle en hommage au chanteur Elliott Smith.
En 2013 à 24 ans, Roman sort son second album When the high goes down et participe l'année suivante à la Saison 3 de The Voice : La Plus Belle Voix en intégrant l'équipe de Garou puis celle de Jenifer. 
Après 300 concerts en Europe, Roman et son groupe sortent leur troisième album studio en 2016 Let's make the circle bigger écrit notamment avec la collaboration de Tristan Nihouarn, chanteur du groupe Matmatah,,,. En parallèle, Roman développe un projet personnel plus acoustique intitulé GAUME. Au printemps 2016, il lance un financement participatif pour son EP qui sort le 11 novembre 2016.

## Discographie

### Roman Electric Band
- 2011 : Elliott Candle
- 2013 : When the high goes down
- 2016 : Live at Truetone Records
- 2016 : Let's make the circle bigger

### Gaume
- 2016 : Gaume, EP
- 2019 : Square one
- 2020 : Call it what you want
- 2022 : Quand j'étais sur terre